# Praia do Tamariz
Praia do Tamariz
A praia do Tamariz é uma praia marítima, de tipologia urbana e uso intensivo, localizada no Estoril, em Cascais. Considerada a praia por excelência da Costa do Estoril, possui um areal de declive suave e 190 metros de extensão, bem como uma piscina oceânica no seu extremo nascente. De afluência média a muito alta, conta com um posto médico e de primeiros socorros e está classificada como acessível a pessoas de mobilidade reduzida, sendo vigiada e sinalizada durante a época balnear. Para além disto, possui também apoios de praia, bares e restaurantes.
O acesso à praia é feito exclusivamente a pé, através do paredão ou dos acessos à Estrada Marginal e à estação ferroviária do Estoril.
Das tamargueiras (tamarix) derivou o seu nome, sendo a praia frequentada em tempos pela alta sociedade portuguesa e estrangeira.